# Theliopsyche parva
Theliopsyche parva är en nattsländeart som beskrevs av Banks 1911. Theliopsyche parva ingår i släktet Theliopsyche och familjen kantrörsnattsländor. Inga underarter finns listade i Catalogue of Life.